# Le Kremlin-Bicêtre (metropolitana di Parigi)
Le Kremlin-Bicêtre è una stazione della linea 7 della metropolitana di Parigi.

## La stazione
Questa è stata la prima stazione della diramazione sud della linea 7 verso Villejuif; venne aperta il 10 dicembre 1982.

## Interconnessioni
- Bus RATP - 47, 131, 185, 323, v1, v6